# Günter Höglinger
Günter U. Höglinger (* 1971 in Passau) ist ein deutscher Neurologe.

## Ausbildung und Beruf
Höglinger besuchte mit Unterstützung der Hanns-Seidel-Stiftung die Universität Regensburg und die Julius-Maximilians-Universität Würzburg. Ein Studium der Physik führte bis zum Vordiplom 1993, das Medizinstudium schloss er 1999 in Würzburg ab. Nach Stationen in München und Bern vollendete er seine Dissertation an der Philipps-Universität Marburg. Ebenfalls in Marburg habilitierte er sich 2007; dafür hatte er sich mit natürlichen Umweltfaktoren als Auslöser atypischer Parkinson-Syndrome befasst. Im selben Jahr schloss er die Facharztausbildung zum Neurologen ab. Höglinger trägt die Zusatzbezeichnungen Intensivmedizin und Geriatrie. Während seiner Ausbildung war Höglinger zu Aufenthalten in London, an der Universität Hong Kong, der Insel in Bern und der Salpêtrière in Paris.
Höglinger blieb zunächst an der Universitätsklinik für Neurologie in Marburg, bis er 2011 einen Lehrstuhl für Translationale Neurodegeneration, zunächst als Heisenberg-Professur, am Deutschen Zentrum für Neurodegenerative Erkrankungen  und der Technischen Universität München erhielt. Im Juni 2019 wechselte er als Direktor der Neurologischen Klinik an die Medizinische Hochschule Hannover. Seit Januar 2023 besetzt Höglinger einen Lehrstuhl an der Ludwig-Maximilians-Universität München. Zugleich wurde er Direktor der Neurologischen Klinik und Direktor des Friedrich-Baur-Instituts des Universitätsklinikums.

## Fachliche Interessen
Höglingers fachliche Interessen umfassen das gesamte Spektrum neurologischer Fragestellungen. Der Schwerpunkt seiner Interessen liegt dabei auf Neurodegenerativen Erkrankungen mit Bewegungsstörungen, in erster Linie der Parkinson-Krankheit, aber auch anderen Erkrankungen dieses Formenkreises. Besonderes Augenmerk legt er dabei auf den Bezug der Forschungsansätze zur klinischen Praxis und die Anwendbarkeit der Ergebnisse auf Diagnose und Therapie. So hat er zur
Progressiven supranukleären Blickparese praxisorientiert in Bezug auf Diagnostik und Datensammlung als ihrer Grundlage geforscht. Mit Blick auf Therapiemöglichkeiten erforschte er den Nutzen von Antikörpern gegen das Tau-Protein bei Progressiver supranukleärer Blickparese.
Zu Infektionen mit dem Varizella-Zoster-Virus erforschte Höglinger die Rolle von genetischen Faktoren und von Biomarkern in der Zerebrospinalflüssigkeit bei der Vorhersagbarkeit des – häufig stark variierenden – Krankheitsverlaufs etwa bei Gürtelrose.

## Gremienarbeit
- 2017 bis 2023: Präsident der Deutschen Gesellschaft für Parkinson und Bewegungsstörungen[9]
- seit 2010: Mitglied im wissenschaftlichen Beirat der CurePSP Foundation (Stiftung Heilung für Progressive supranukleäre Blickparese, PSP)[9][10]
- seit 2015: Mitglied im Beirat  der Prof. Klaus Thieman Stiftung[9][11]
- seit 2020: Vorsitz im wissenschaftlichen Beirat der Deutschen Parkinson-Stiftung[9]

## Auszeichnungen
- 2005: Preis der Deutschen Gesellschaft für Parkinson und Bewegungsstörungen, DPG
- 2005: Preis der Deutschen Parkinson-Stiftung
- 2009: Erster Preis für innovative therapeutische Strategien für neurodegenerative  Erkrankunge der Dr. Walter und Luise Freundlich-Stiftung[3]
- 2017: Dingebauer-Preis für Parkinson-Forschung der Deutschen Gesellschaft für Neurologie, DGN
- 2020: Standout Achievement Award der CurePSP Foundation (Stiftung Heilung für Progressive supranukleäre Blickparese, PSP)[9][10]

## Schriften
- Gewebekultur von fetalem ventralen Mesencephalon für die Transplantation im Rattenmodell der Parkinson Krankheit . Universität Marburg, 2000 (Dissertation)
- Parkinson-Syndrome kompakt : Diagnostik und Therapie in Klinik und Praxis. Thieme, Stuttgart 2019, ISBN 978-3-13-242238-4 (als Herausgeber)
- Hirntod und Organtransplantation DeGruyter, Berlin 1998, ISBN 978-3-11-016203-5 (als Herausgeber mit Stefan Kleinert)